# Szent Erasmus
Szent Erasmus vagy Szent Elmo  (? – 303) keresztény püspök, vértanú.

## Élete

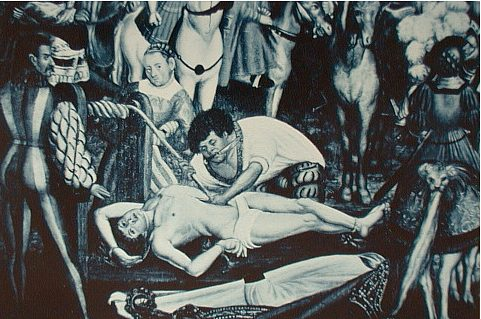
Szent Erasmus/Szent Elmo mártírhalála

Életéről keveset lehet tudni teljes bizonysággal, mivel hosszú évszázadokkal halála után születtek leírások életéről, ezek is legendákon alapulnak, gyakran összekeverik egy antiokhiai szír püspökkel.
Feltehetőleg a campaniai Formiae püspöke volt, majd a libanoni hegyekben lett remete, és Diocletianus idején szenvedett mártírhalált. Nagy Szent Gergely pápa írta róla a 6. század végén, hogy ereklyéit a formiae-i székesegyházban őrzik. Amikor 842-ben a szaracén kalózok földig rombolták Formiaet, Elmo földi maradványait Gaetába menekítették.
Leginkább a hajósemberek pártfogójaként tisztelik. Ennek eredete arra a legendás esetre vezethető vissza, hogy akkor is tovább prédikált, amikor villám sújtott le a közelében. Ez késztette arra a tengerjáró embereket, akiket váratlan viharok és villámlás fenyegetett, hogy őt válasszák patrónusuknak. A hajók árbócain felvillanó elektromos kisüléseket a hajósok égi jelnek tekintették, hogy Elmo megvédelmezi őket, ezért nevezték az árbócokon felvillanó szikrákat „Szent Elmo tüzé”nek. Egy másik legenda azt beszéli, hogy mártírhalálakor a pogányok kiszakították a beleit, melyeket egy horgonyfelvonó csörlő köré tekerték. A legenda alapja az lehet hogy Elmo jelképe, a csörlő hasonlít a kerék alakú kínzóeszközhöz. Ő a tengerészek és az itáliai Gaeta város védőszentje, ezenkívül kínhalála miatt a vajúdó anyák is hozzá fohászkodtak vagy mindazok, akik görcsöktől és kólikától szenvednek, főként a gyermekek.

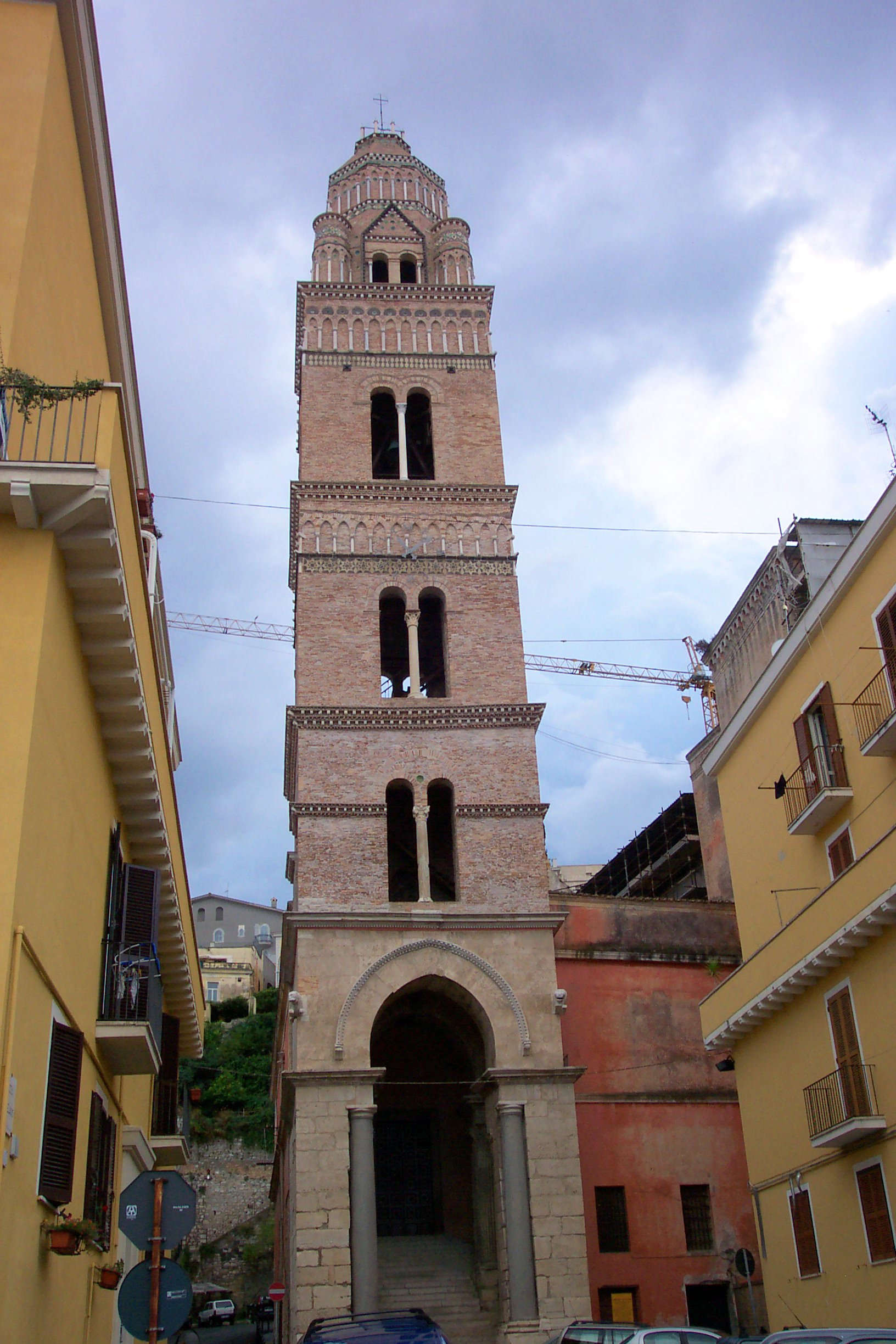
A gaetai Szent Elmo katedrális

Emléknapja: június 2.